# Hydrelia bicolorata
Hydrelia bicolorata là một loài bướm đêm trong họ Geometridae.